# Macaranga aleuritoides
Macaranga aleuritoides är en törelväxtart som beskrevs av Ferdinand von Mueller. Macaranga aleuritoides ingår i släktet Macaranga och familjen törelväxter. Inga underarter finns listade i Catalogue of Life.